# Vaskojoki
Vaskojoki är ett vattendrag i Finland.   Det ligger i landskapet Lappland, i den norra delen av landet, 1 000 km norr om huvudstaden Helsingfors. Vaskojoki ligger vid sjön Paadarjärvi.